# Nataliya Nikolaychyk
Nataliya Mykolayivna Nikolaychyk (en ukrainien : Ніколайчик Наталія Миколаївна), née le 13 septembre 1986 à Rivne (RSS d'Ukraine), est une judokate handisport ukrainienne concourant dans la catégorie des -52 kg. Elle est championne d'Europe (2015), championne du monde (2014) et médaillée de bronze paralympique (2012, 2021) de sa catégorie.

## Palmarès
| Date | Compétition           | Lieu             | Place | Catégorie         |
| ---- | --------------------- | ---------------- | ----- | ----------------- |
| 2010 | Championnats du monde | Antalya          | 3e    |                   |
| 2011 | Championnats d'Europe | Crawley          | 2e    |                   |
| 2012 | Jeux paralympiques    | Londres          | 3e    | Moins de 52 kg    |
| 2014 | Championnats du monde | Colorado Springs | 1re   |                   |
| 2015 | Championnats d'Europe | Lisbonne         | 1re   |                   |
| 2015 | Jeux européens        | Bakou            | 1re   | Moins de 57 kg    |
| 2021 | Jeux paralympiques    | Tokyo            | 3e    | Moins de 52 kg    |
| 2023 | Championnats d'Europe | Rotterdam        | 1re   | Moins de 48 kg J1 |
| 2024 | Jeux paralympiques    | Paris            | 1re   | Moins de 48 kg J1 |